# 列支敦士登城市宫殿

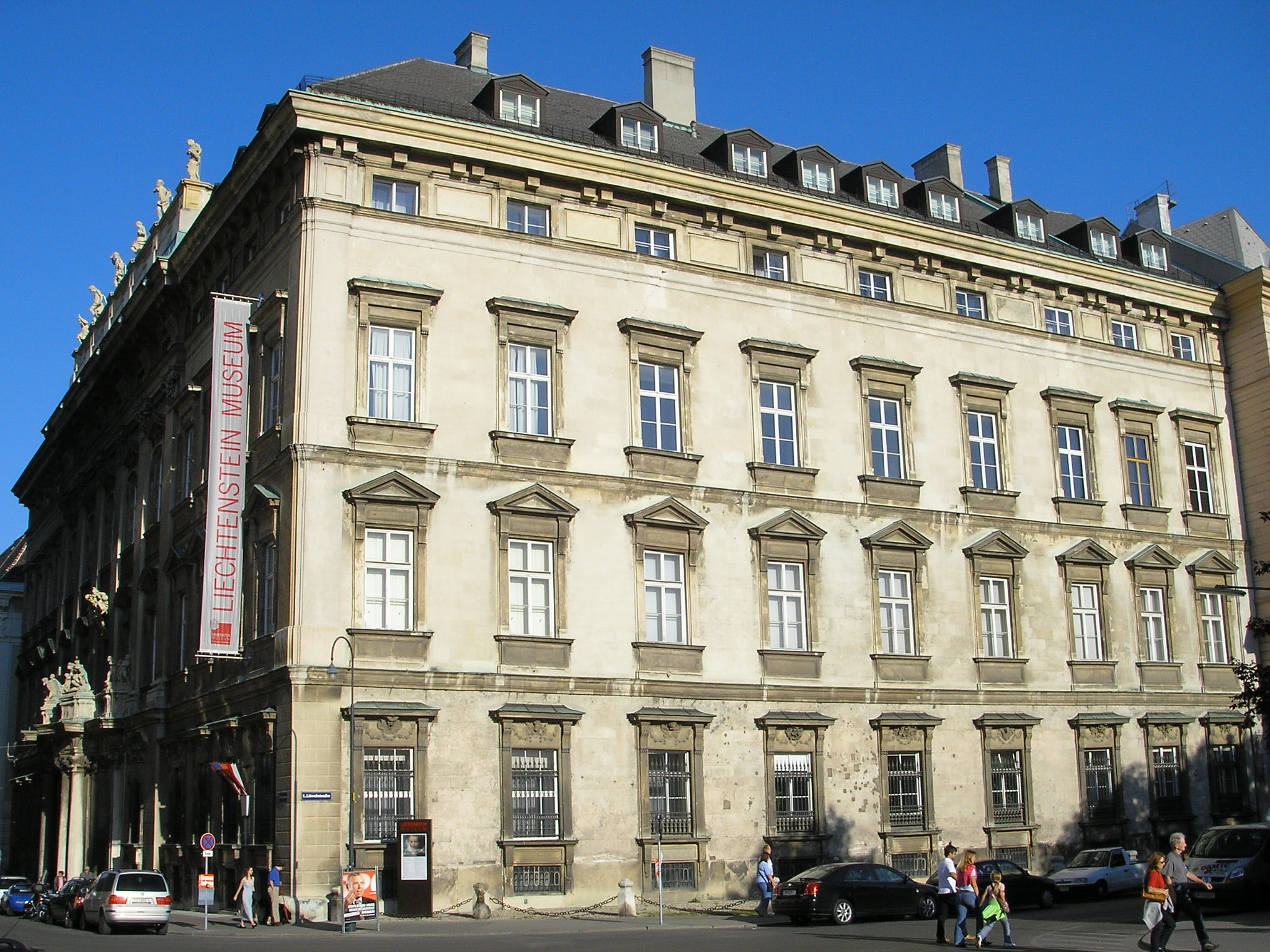
列支敦士登城市宫殿

列支敦士登城市宫殿（Stadtpalais Liechtenstein）是奥地利维也纳的一座历史建筑，位于内城区（第一区）银行街（Bank Gasse）9号，是列支敦士登亲王家族在维也纳的两座宫殿之一。它建于1692-1705年，设计者是意大利建筑师多梅尼科·马蒂内利和瑞士建筑师加布里埃尔·德·加布里埃利。
二战期间，这所房子逃过了毁灭，炸弹在附近爆炸。现在仍是列支敦士登家族的私人府邸。2013年完成修复后，列支敦士登城市宫殿将展出列支敦士登博物馆的19世纪藏品，而16 - 18世纪艺术品在列支敦士登花园宫殿展出。

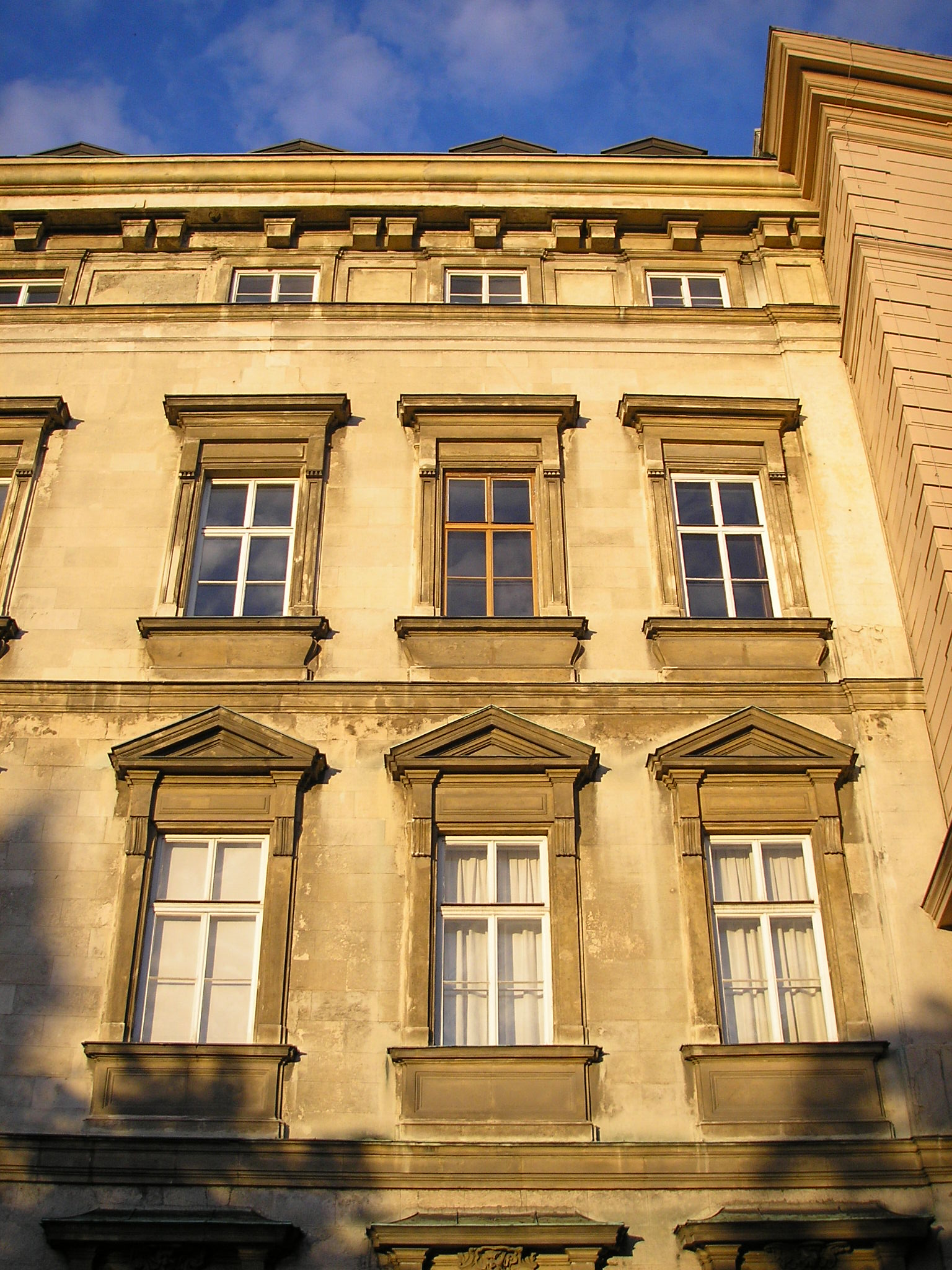
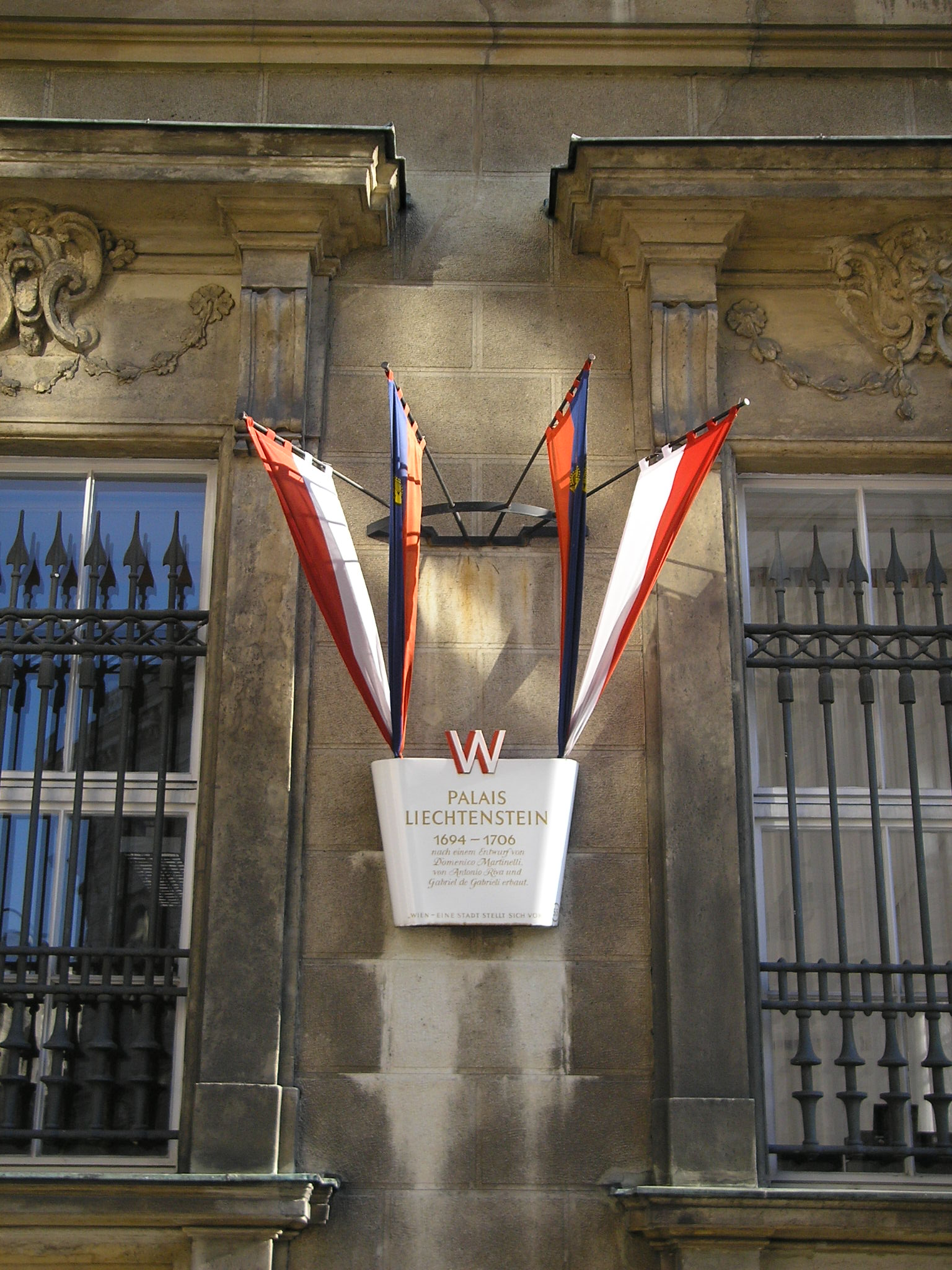
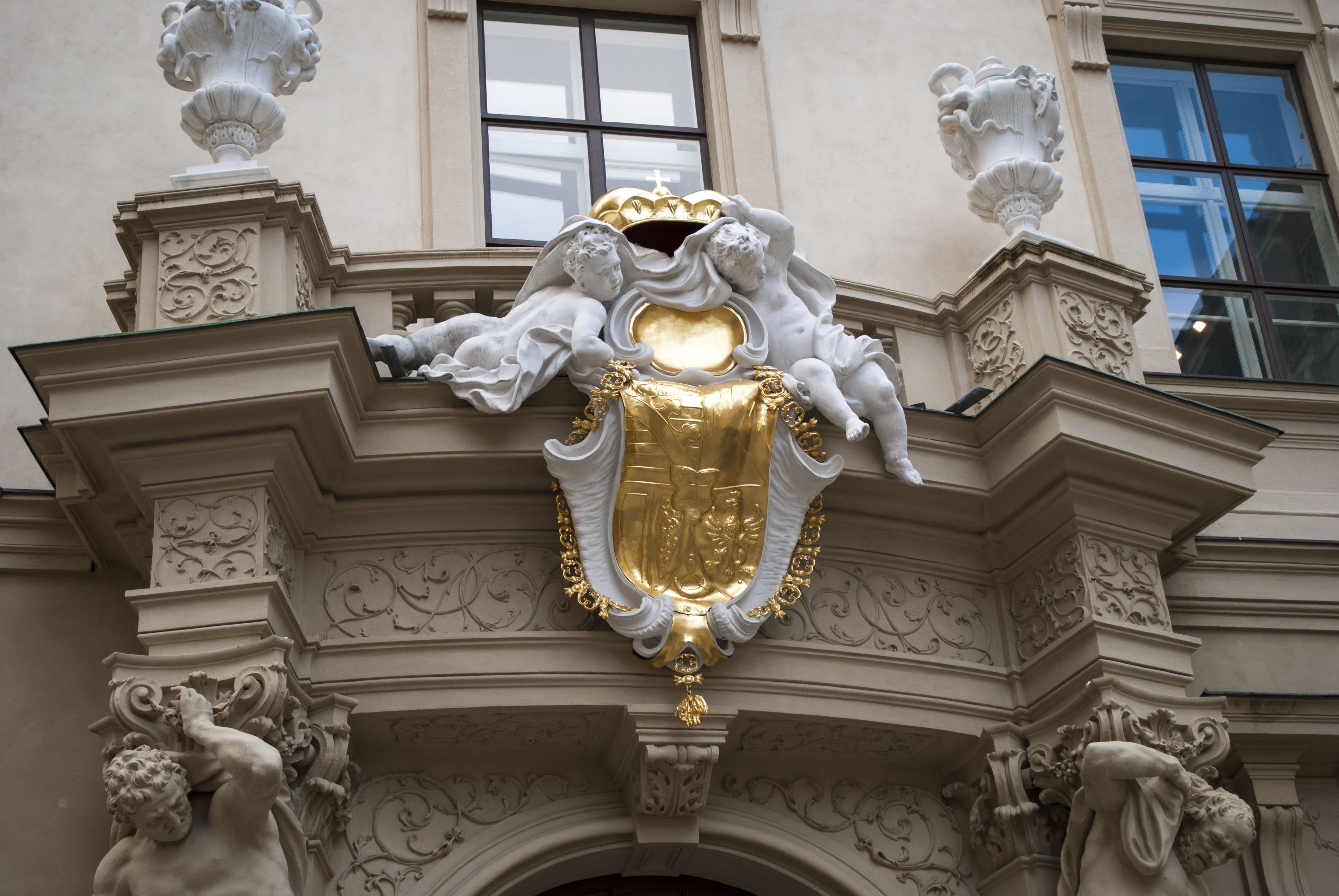
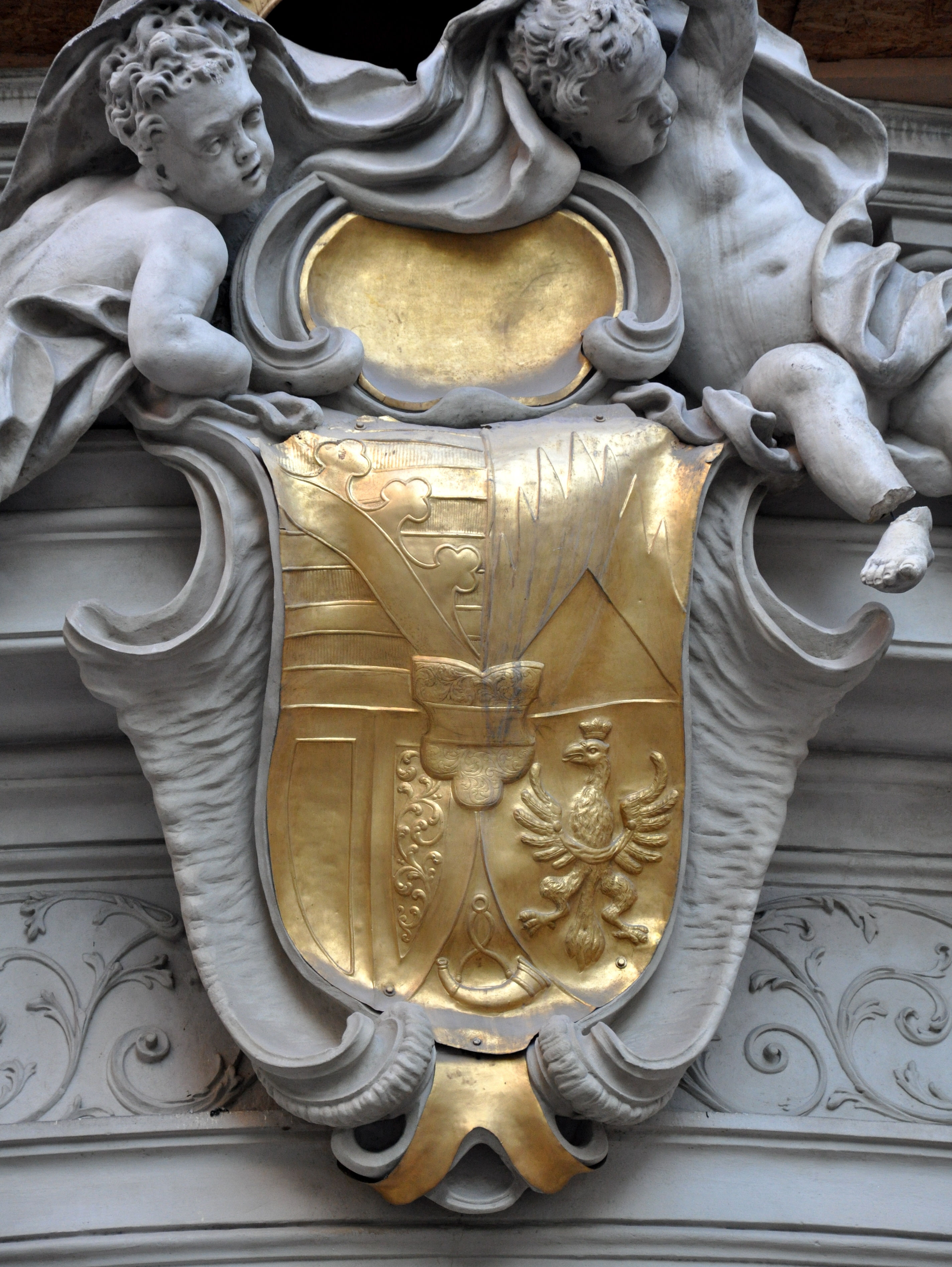